# Isaiah Hudson
Isaiah Hudson (sinh ngày 27 tháng 7 năm 2000) là một cầu thủ bóng đá người Trinidad và Tobago thi đấu ở vị trí tiền vệ cho Vancouver Whitecaps FC tai Major League Soccer.

## Sự nghiệp
Hudson ra mắt cho W Connection ở TT Pro League lúc 14 tuổi. Hudson sau đó ra mắt cho câu lạc bộ ở đấu trường quốc tế vào ngày 3 tháng 8 năm 2016 ở CONCACAF Champions League trước Pumas UNAM. Anh đá chính và thi đấu 62 phút khi W Connection thất bại 4–2.